# Powłoczniczek gładki

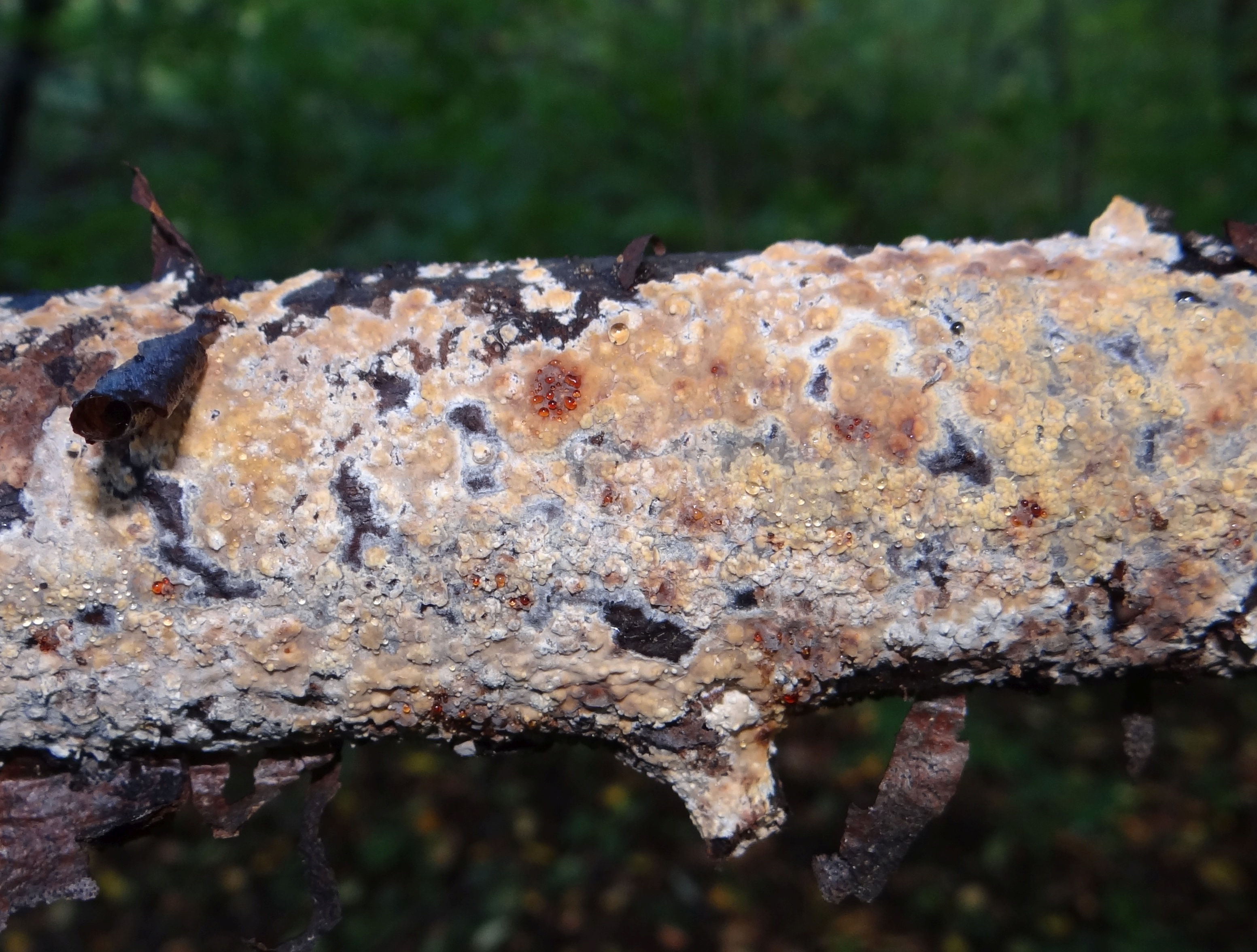

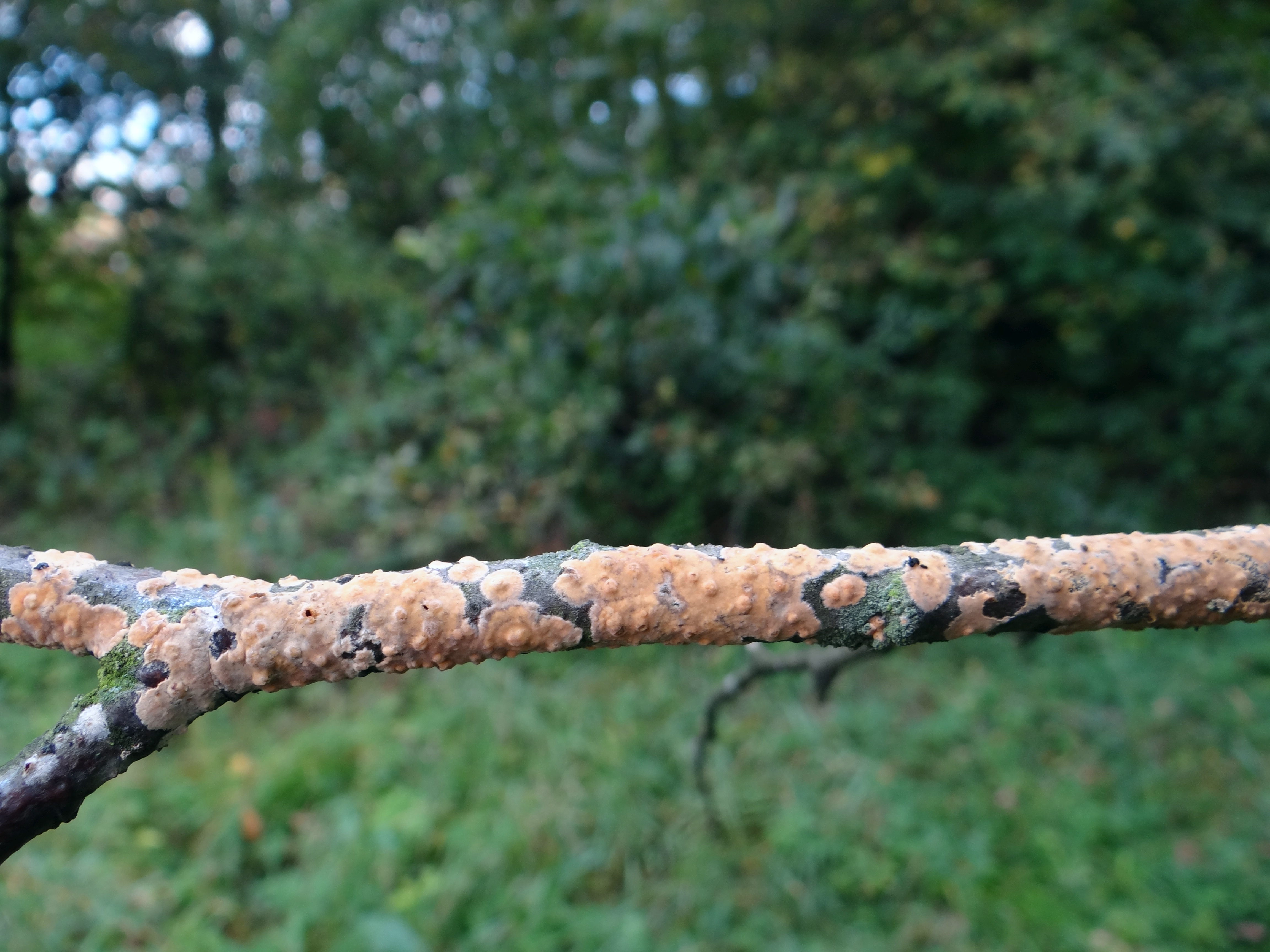

Powłoczniczek gładki (Cylindrobasidium laeve (Pers.) Chamuris) – gatunek grzybów z rodziny obrzękowcowatych (Physalacriaceae).

## Systematyka i nazewnictwo
Pozycja w klasyfikacji według Index Fungorum: Cylindrobasidium, Physalacriaceae, Agaricales, Agaricomycetidae, Agaricomycetes, Agaricomycotina, Basidiomycota, Fungi.
Po raz pierwszy takson ten zdiagnozował w 1794 r. Christian Hendrik Persoon nadając mu nazwę Corticium laeve. Obecną, uznaną przez Index Fungorum nazwę nadał mu w 1984 r. George Peter Chamuris, przenosząc go do rodzaju Cylindrobasidium.
Niektóre synonimy naukowe:

- Athelia pellicularis (P. Karst.) Donk 1957
- Cladoderris minima Berk. & Broome 1878
- Corticium laeve Pers. 1794
- Corticium pelliculare (P. Karst.) P. Karst. 1889
- Hypochnus laevis (Pers.) Bonord. 1851
- Kneiffia laevis (Pers.) Bres. 1903
- Stereum minimum (Berk. & Broome) Lloyd 1913
- Terana laevis (Pers.) Kuntze 1891
- Thelephora laevis Ehrh. ex Willd. 1787
- Thelephora laevis (Pers.) Pers. 1801

Według polskich autorów synonimem Cylindrobasidium laevis jest także C. evolvens (Fr.) Jülich.
Polską nazwę nadał Władysław Wojewoda w 2003 r, wcześniej w polskim piśmiennictwie mykologicznym gatunek ten opisywany był także jako płaskosz gładki, powłocznik gładki, i zadrzak okrągły.

## Morfologia
Owocnik
Jednoroczny, o mniej więcej okrągławym kształcie, rozpostarty lub rozpostarto-odgięty (na pionowym podłożu odgięciu ulega jego górny brzeg). Ma grubość ok. 1 mm, jest miękki, błoniasty. Górna, odgięta od podłoża powierzchnia jest drobno owłosiona, biała i strefowana. Hymenofor gładki lub brodawkowany, koncentrycznie lub promieniście popękany, początkowo biały, potem kremowy.
Cechy mikroskopowe;
System strzępkowy monomityczny. Strzępki cienkościenne, lub nieznacznie grubościenne, ze sprzążkami i żółtymi, kulistymi kroplami oleju. W hymenium występują ostre hyfidy (czasami nazywane cystydiolami), niekiedy wystające ponad hymenium. Mają grubość 5–8 μm. Podstawki o kształcie od wąskowrzecionowatego do cylindrycznego, cienkościenne, o rozmiarach 40–50 × 5–6 μm, 4-zarodnikowe, ze sprzążką w nasadzie.  Zarodniki o kształcie od elipsoidalnego do gruszkowatego i rozmiarach 8–10 × 4–5 μm, gładkie, cienkościenne, szkliste, bezbarwne, zwykle zlepione w grupy po 2–4 szt.

## Występowanie i siedlisko
Opisano stanowiska tego gatunku w Ameryce Północnej i Europie. W Polsce jest bardzo pospolity.
Występuje w różnego rodzaju lasach, zaroślach, parkach, ogrodach, poboczach dróg, na pniach i gałęziach drzew liściastych. Stwierdzono występowanie na następujących gatunkach i rodzajach drzew: klony, kasztanowiec zwyczajny, olchy, brzoza brodawkowata, graby, leszczyna, głogi, buki, jesion wyniosły, jabłoń domowa, topola czarna, śliwa domowa, akacja grochodrzew, wierzby, lipy. Rzadko występuje na drzewach iglastych, stwierdzono występowanie na sośnie.

## Znaczenie
Saprotrof, powodujący rozkład drewna, ale jest mało szkodliwy, powoduje tylko powierzchniowe próchnienie drewna.